# Pratapa ingeni
Pratapa ingeni är en fjärilsart som beskrevs av Corbet 1948. Pratapa ingeni ingår i släktet Pratapa och familjen juvelvingar. Inga underarter finns listade i Catalogue of Life.